# Proboscidea sabulosa
Proboscidea sabulosa ist eine Art der Gattung Proboscidea aus der Familie der Gemsenhorngewächse (Martyniaceae). Sie entstammt der Neuen Welt.

## Beschreibung

### Habitus
Proboscidea sabulosa lebt als Sommerannuelle und entspringt einer kräftigen Pfahlwurzel. Der Stängel wächst aufliegend.

### Vegetative Merkmale
Die Laubblätter wachsen gegenständig bis halb-gegenständig, der Stiel wird bis 15 cm lang. Die Blattspreite ist eiförmig bis breit halb-nierenförmig, die Blattspitze ist abgerundet, die Blattbasis ist herzförmig und gleichmäßig bis ungleichmäßig und der Blattrand ist glatt bis wellig gebuchtet.

### Generative Merkmale
Der Blütenstand trägt wenige Blüten und wird vom Laub überragt, der Stiel wird 5 cm lang. Die Blütenstängel sind während der Blüte etwa 1 cm lang, während der Fruchtreife werden sie bis 2 cm. Die Vorblätter sind dreieckig, die Kelchblätter werden 7–13 mm lang, die Sepalen sind zu 90 % ihrer Länge freistehend. Die Blütenkrone wird 27 mm lang und ist innenseitig cremefarben mit Flecken, die nahe dem Rumpf purpurn und am gegenüberliegenden Ende rot-purpurn gefärbt sind. Auf der Innenseite der Blumenkrone befinden sich außerdem orange-gelbe Saftmale. Die Blütezeit währt von August bis September.
Die Fruchtkapseln sind gebräunt bis grau, seitlich eingedrückt, die Kapsel wird bis 8 cm lang und weist entlang ihrer Achse einen Kamm auf. Das Rostrum wird 17 cm lang. Die Samen sind silbrig-grau, etwa 14–17 mm lang, 4–6 mm breit, länglich und zum Ende hin abgeschrägt. Pro Kapsel werden 8–31 Samen gebildet.

## Verbreitung
Proboscidea sabulosa ist ein standortabhängiger Endemit und wächst nur auf tiefen Sanddünen am südwestlichen Rand der Great Plains in Texas und im Südosten von New Mexico. Ein weiteres Vorkommen findet sich bei den pleistozänen Seeuferresten des Lake Coronado in West-Texas und Nord-Mexiko. Ein dritter Standort liegt bei den nördlichen Sandhügeln des Rio Grande nebst Umgebung im Zentrum von New Mexico.

## Systematik
Proboscidea sabulosa wurde 1966 von dem US-amerikanischen Botaniker Donovan Stewart Correll erstbeschrieben. Die Art bildet die kleinsten Blüten innerhalb der Gattung Proboscidea aus.